# Syzygium discophorum
Syzygium discophorum är en myrtenväxtart som först beskrevs av Sijfert Hendrik Koorders och Theodoric Valeton, och fick sitt nu gällande namn av Gerda Jane Hillegonda Amshoff. Syzygium discophorum ingår i släktet Syzygium och familjen myrtenväxter. IUCN kategoriserar arten globalt som starkt hotad.
Artens utbredningsområde är Java. Inga underarter finns listade i Catalogue of Life.